# Złotoryja (gmina)
Złotoryja est une gmina rurale du powiat de Złotoryja, Basse-Silésie, dans le sud-ouest de la Pologne. Son siège est la ville de Złotoryja, bien qu'elle ne fasse pas partie du territoire de la gmina.
La gmina couvre une superficie de 145,07 km2 pour une population de 7 065 habitants.

## Géographie
La gmina est bordée par la ville de Złotoryja et les gminy de Chojnów, Krotoszyce, Męcinka, Miłkowice, Pielgrzymka, Świerzawa et Zagrodno.
La gmina contient les villages de Brennik, Ernestynów, Gierałtowiec, Jerzmanice-Zdrój, Kopacz, Kozów, Łaźniki, Leszczyna, Lubiatów, Nowa Wieś Złotoryjska, Podolany, Prusice, Pyskowice, Rokitnica, Rzymówka, Sępów, Wilków, Wyskok et Wysocko.